# Urantsetseg Munkhbat
Urantsetseg Munkhbat, née le 14 mars 1990, est une samboiste et judokate mongole en activité évoluant dans la catégorie des moins de 48 kg.

## Biographie
Aux Championnats du monde de judo 2013 à Rio de Janeiro, elle remporte son premier titre mondial en battant en finale la Japonaise Haruna Asami.
Elle remporte également les championnats du monde de sambo en 2010 et 2014.

## Palmarès

### Compétitions internationales
| Année | Compétition           | Lieu           | Résultat | Catégorie      |
| ----- | --------------------- | -------------- | -------- | -------------- |
| 2009  | Championnats d'Asie   | Tokyo          | 3e       | Moins de 48 kg |
| 2012  | Championnats d'Asie   | Tachkent       | 1re      | Moins de 48 kg |
| 2013  | Championnats d'Asie   | Bangkok        | 3e       | Moins de 48 kg |
| 2013  | Championnats du monde | Rio de Janeiro | 1re      | Moins de 48 kg |
| 2014  | Jeux asiatiques       | Incheon        | 1re      | Moins de 48 kg |
| 2015  | Championnats d'Asie   | Koweit         | 2e       | Moins de 48 kg |
| 2016  | Championnats d'Asie   | Tachkent       | 2e       | Moins de 48 kg |
| 2017  | Championnats d'Asie   | Hong Kong      | 1re      | Moins de 48 kg |
| 2017  | Championnats du monde | Budapest       | 2e       | Moins de 48 kg |
| 2018  | Jeux asiatiques       | Jakarta        | 3e       | Moins de 48 kg |
| 2019  | Championnats du monde | Tokyo          | 3e       | Moins de 48 kg |
| 2021  | Championnats du monde | Budapest       | 3e       | Moins de 48 kg |
| 2021  | Jeux olympiques       | Tokyo          | 3e       | Moins de 48 kg |

### Tournois Grand Chelem et Grand Prix
| Année | Compétition               | Lieu              | Résultat | Catégorie      |
| ----- | ------------------------- | ----------------- | -------- | -------------- |
| 2010  | Grand Prix Qingdao        | Qingdao           | 3e       | Moins de 48 kg |
| 2011  | Grand Prix de Bakou       | Bakou             | 2e       | Moins de 48 kg |
| 2012  | Grand Slam de Paris       | Paris             | 3e       | Moins de 48 kg |
| 2012  | Grand Prix Qingdao        | Qingdao           | 3e       | Moins de 52 kg |
| 2013  | Grand Slam de Paris       | Paris             | 3e       | Moins de 48 kg |
| 2013  | Grand Prix de Oulan-Bator | Oulan-Bator       | 1re      | Moins de 48 kg |
| 2013  | Grand Prix d'Abu Dhabi    | Abu Dhabi         | 3e       | Moins de 48 kg |
| 2013  | Coupe Jigoro Kano         | Tokyo             | 2e       | Moins de 48 kg |
| 2014  | Grand Slam de Paris       | Paris             | 2e       | Moins de 48 kg |
| 2014  | Grand Prix de Düsseldorf  | Düsseldorf        | 2e       | Moins de 48 kg |
| 2014  | Grand Slam de Bakou       | Bakou             | 1re      | Moins de 48 kg |
| 2014  | Grand Prix de Oulan-Bator | Oulan-Bator       | 1re      | Moins de 48 kg |
| 2014  | Grand Slam d'Abu Dhabi    | Abu Dhabi         | 1re      | Moins de 48 kg |
| 2015  | Grand Prix de Düsseldorf  | Düsseldorf        | 2e       | Moins de 48 kg |
| 2015  | Masters mondial           | Rabat             | 1re      | Moins de 48 kg |
| 2015  | Grand Prix de Tachkent    | Tachkent          | 1re      | Moins de 48 kg |
| 2015  | Grand Slam de Paris       | Paris             | 1re      | Moins de 48 kg |
| 2015  | Grand Prix Qingdao        | Qingdao           | 2e       | Moins de 48 kg |
| 2016  | Grand Slam de Paris       | Paris             | 2e       | Moins de 48 kg |
| 2016  | Grand Prix de Düsseldorf  | Düsseldorf        | 3e       | Moins de 48 kg |
| 2016  | Grand Prix de Oulan-Bator | Oulan-Bator       | 1re      | Moins de 48 kg |
| 2016  | Grand Slam d'Abu Dhabi    | Abu Dhabi         | 3e       | Moins de 48 kg |
| 2016  | Coupe Jigoro Kano         | Tokyo             | 1re      | Moins de 48 kg |
| 2017  | Grand Slam de Paris       | Paris             | 2e       | Moins de 48 kg |
| 2017  | Grand Prix Hohhot         | Hohhot            | 3e       | Moins de 52 kg |
| 2017  | Grand Prix de Tachkent    | Tachkent          | 1re      | Moins de 48 kg |
| 2017  | Grand Prix de La Haye     | La Haye           | 3e       | Moins de 52 kg |
| 2017  | Coupe Jigoro Kano         | Tokyo             | 2e       | Moins de 48 kg |
| 2017  | Masters mondial           | Saint-Pétersbourg | 3e       | Moins de 48 kg |
| 2018  | Grand Slam de Paris       | Paris             | 3e       | Moins de 48 kg |
| 2018  | Grand Prix Hohhot         | Hohhot            | 3e       | Moins de 48 kg |
| 2018  | Grand Slam Abu Dhabi      | Abu Dhabi         | 1re      | Moins de 48 kg |
| 2018  | Grand Slam Osaka          | Osaka             | 2e       | Moins de 48 kg |
| 2019  | Grand Prix Tbilissi       | Tbilissi          | 3e       | Moins de 48 kg |
| 2019  | Grand Prix Antalya        | Antalya           | 2e       | Moins de 48 kg |
| 2020  | Grand Slam de Paris       | Paris             | 3e       | Moins de 48 kg |
| 2021  | Masters mondial           | Doha              | 3e       | Moins de 48 kg |
| 2021  | Grand Slam de Tachkent    | Tachkent          | 1re      | Moins de 48 kg |
| 2021  | Grand Slam de Tbilissi    | Tbilissi          | 1re      | Moins de 48 kg |